# Katherine Esau
Katherine Esau (Yekaterinoslav, actual Dnipró, 3 de abriljul./ 15 de abril de 1898greg. – Santa Bárbara, 4 de junio de 1997) fue una botánica germano-estadounidense de origen ruso especializada y reconocida internacionalmente por sus trabajos en Anatomía vegetal reconocida con la Medalla Nacional de Ciencia de Estados Unidos.

## Biografía
Nació en Yekaterinoslav, Imperio ruso (actualmente denominada Dnipropetrovsk, Ucrania) en el seno de una familia de menonitas de ascendencia alemana. Luego de la revolución su familia se mudó a Alemania y luego a California, en los Estados Unidos, dónde obtuvo su doctorado en 1931.
Esau fue una pionera en el campo de la anatomía vegetal, quizás una de las más grandes del siglo XX. Sus libros, "Anatomía Vegetal" y "Anatomía de las plantas con semilla" han sido textos centrales para los estudiantes de biología en las últimas cuatro décadas.
Falleció a los 99 años de edad en Santa Bárbara, California, el 4 de junio de 1997.

## Reconocimientos
En 1951 fue nombrada presidenta de la Sociedad Botánica de América. En 1957 se convirtió en miembro de la Academia Nacional de Ciencias de Estados Unidos, siendo la sexta mujer en entrar en dicha organización.

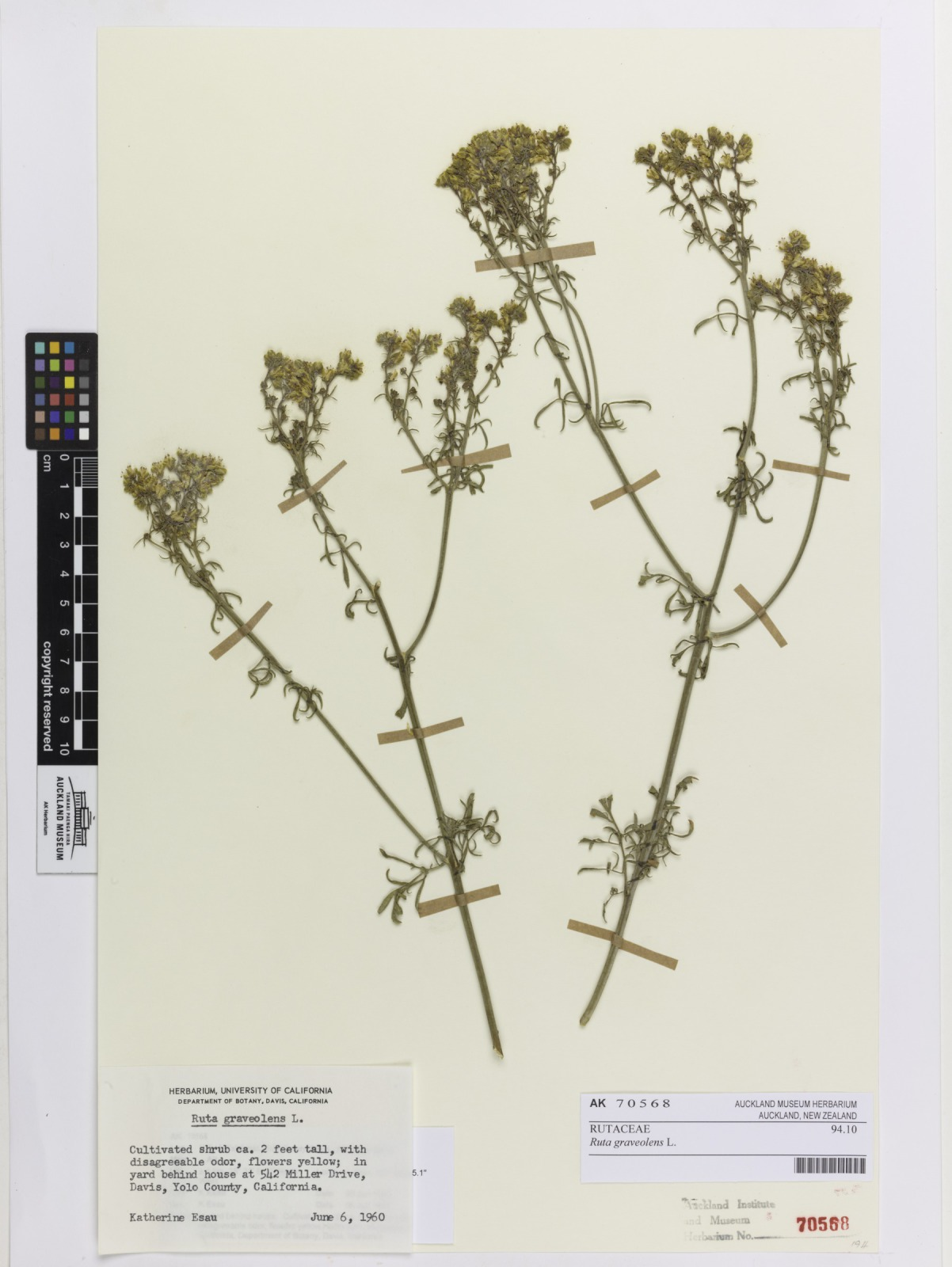
Ruta graveolens L., ilustración de Katherine Essau

En 1989, con 91 años de edad, Esau recibió la Medalla Nacional de Ciencia el más alto honor que los Estados Unidos otorgan a sus científicos, convirtiéndose en la primera botánica en recibir esta distinción.